# Kanton Vitry-sur-Seine-Nord
Der Kanton Vitry-sur-Seine-Nord war von 1985 bis 2015 ein französischer Wahlkreis im Arrondissement Créteil, im Département Val-de-Marne und in der Region Île-de-France. Er bestand aus einem Teil der Stadt Vitry-sur-Seine.

## Bevölkerungsentwicklung
| 1990   | 1999   | 2010   |
| ------ | ------ | ------ |
| 26.382 | 24.986 | 30.888 |